# 조엘 스포스키

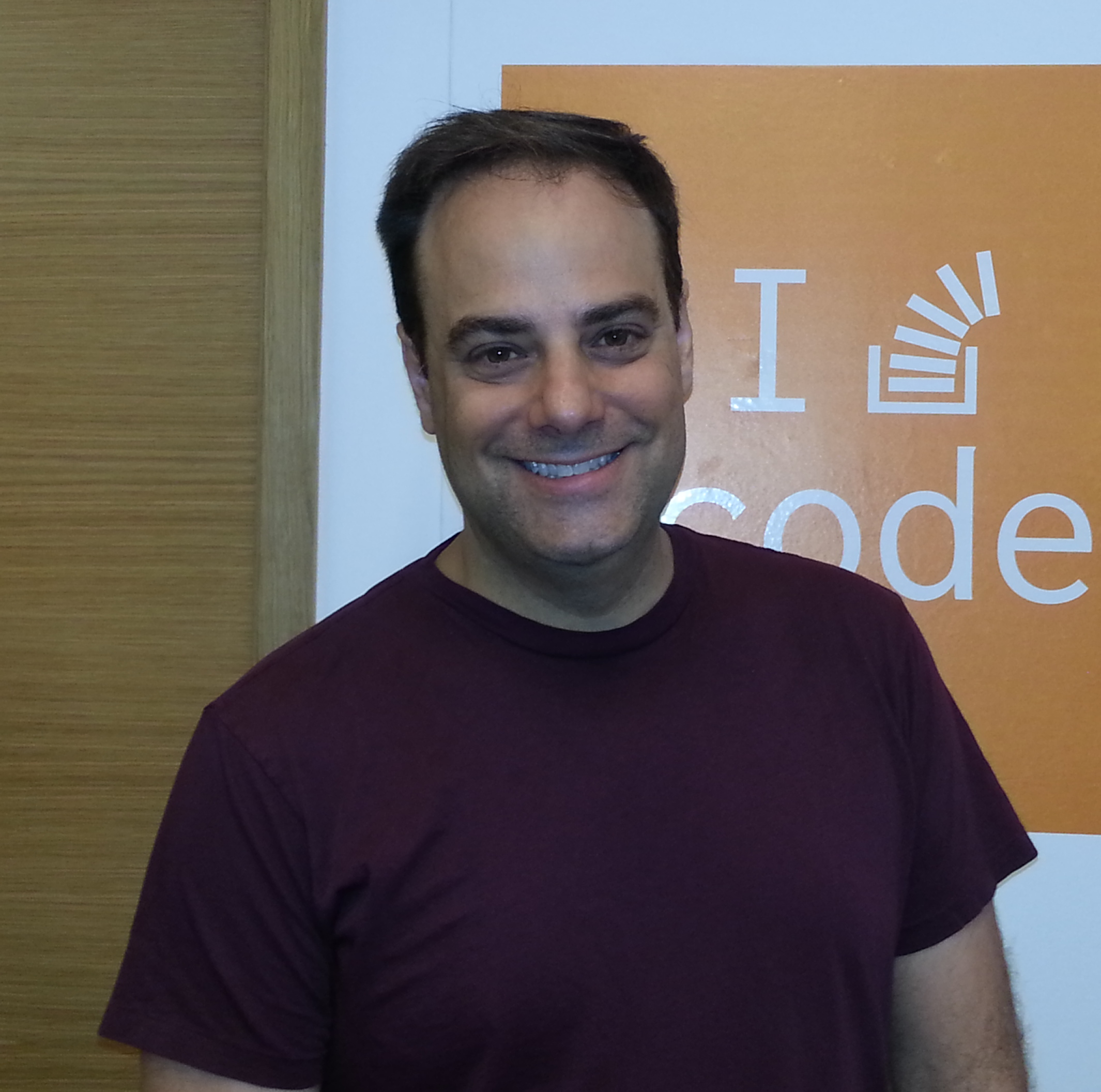
2014년 6월 모습

조엘 스포스키(Joel Spolsky, 본명: 아브람 조엘 스포스키, Avram Joel Spolsky, 1965년 출생)는 소프트웨어 엔지니어이자 작가이다. 소프트웨어 개발에 관한 블로그인 조엘 온 소프트웨어(Joel on Software)의 저자이자 프로젝트 관리 소프트웨어 트렐로의 창시자이다. 1991년부터 1994년까지 마이크로소프트 엑셀 팀의 프로그램 관리자였다. 그는 이후 2000년에 포그 크리크 소프트웨어(Fog Creek Software)를 설립하고 조엘 온 소프트웨어 블로그를 시작했다. 2008년에는 제프 앳우드와 협력하여 스택 오버플로 프로그래머 Q&A 사이트를 시작했다. 스택 오버플로를 지원하는 스택 익스체인지(Stack Exchange) 소프트웨어 제품을 사용하여 스택 익스체인지 네트워크는 이제 170개 이상의 Q&A 사이트를 호스팅한다.